# Johannes Guldbrandsen
Johannes Norden Guldbrandsen, född 13 oktober 1871 i Frederiksberg, död 10 oktober 1922, var en dansk skådespelare.
Guldbrandsen kom vid 19 års ålder till Det Kongelige Teaters elevskola, och debuterade 1892 som Jacob i Den kære familie av Gustav Esmann. Efter 15 år vid Det Kongelige inledde han en karriär som resande skådespelare. Han var skådespelare och regissör vid Aarhus Teater 1913–1918 och 1921–1922.
Guldbrandsen var gift två gånger, först med dansösen och regissören Valborg Borchsenius, sedan med skådespelerskan Anna Guldbrandsen (född Warburg). Med den sistnämnda fick han barnen Alice och Peer Guldbrandsen, båda sedermera skådespelare.

## Filmografi
- 1911 – Manicuredamen med det store hjerte
- 1912 – Cirkusluft